# Еберсдорф (Кобург)
Еберсдорф (њем. Ebersdorf bei Coburg) општина је у њемачкој савезној држави Баварска. Једно је од 17 општинских средишта округа Кобург. Према процјени из 2010. у општини је живјело 6.122 становника. Посједује регионалну шифру (AGS) 9473121.

## Географски и демографски подаци
Еберсдорф се налази у савезној држави Баварска у округу Кобург. Општина се налази на надморској висини од 310 метара. Површина општине износи 26,4 km². У самом мјесту је, према процјени из 2010. године, живјело 6.122 становника. Просјечна густина становништва износи 232 становника/km².